# Tartina City
Tartina City è un film del 2006 diretto da Serge Issa Coelo. Pellicola prodotta in Ciad, Francia e Gabon, presentata al Festival di cinema africano di Verona 2007.

## Trama
Il giovane giornalista Adoum sta cercando in ogni modo di ottenere il passaporto per fuggire all'estero e diffondere un reportage sulla situazione attuale del suo paese. Ma il giorno della partenza viene fermato all'aeroporto e nei suoi abiti viene trovata una lettera compromettente. Immediato l'arresto e la reclusione nelle terribili prigioni sotterranee gestite dallo psicopatico e crudele colonnello Koulbou. Torture disumane, buio, freddo, terribili condizioni igieniche. Un incubo orchestrato dalla mente malata di Koulbou, assetata di violenza e incapace di compassione.